# Policia
La policia és un cos encarregat de vetllar pel manteniment de l'ordre públic i la seguretat de la ciutadania i els seus béns, perseguir els delinqüents i posar-los a disposició dels jutjats. Usualment està sotmesa a les ordres de les autoritats polítiques civils i de les judicials i eventualment a les militars. També rep el nom de policia cada agent d'aquest cos.

## Altres mots amb què és coneguda
La gran varietat d'entorns amb què tracta la policia tenen un argot particular. Aquest és el principal factor pel qual al llarg del temps s'han generat molts sinònims que fan referència al col·lectiu de la policia. A casa nostra alguns d'ells són:
- Barrufets: utilitzada col·loquialment. També en singular.[1]
- Bòfia: utilitzada antigament en l'argot barceloní.[2]
- Grisos: utilitzada durant la dictadura franquista i la transició pel color de l'uniforme del cos de la Policia Armada.
- Monillos: utilitzada col·loquialment per referir-se a les policies municipals. També en singular.[1]
- Mossos: utilitzada col·loquialment per referir-se al cos de Mossos d'Esquadra. També en singular: mosso.
- Pasma: utilitzada en l'argot delinqüencial barceloní.[3]
- Picoletos: utilitzada col·loquialment per referir-se concretament a la Guàrdia Civil. També en singular.[1]
- Piolins: utlitzada col·loquialment des de 2017 després de la repressió policial contra el referèndum de l'1 d'octubre.
- Tira: utilitzada en l'argot de les bandes llatines.[4]
- Urbanos: utilitzada col·loquialment per referir-se a les policies municipals.

També hi ha paraules específiques per referir-se tan sols a un agent:
- Guripa: utilitzada col·loquialment en general.[5]
- Madero: Del castellà. Utilitzada col·loquialment.[1] Degut a l'uniforme marró de la Policia Nacional Espanyola durant els anys 80.
- Pitufo: Del castellà. Utilitzada col·loquialment.[1] Sovint per als agents de la Guàrdia Urbana o policies municipals.
- Xungo: Utilitzada col·loquialment.[1]

## Cossos i especialitats
Les unitats de policia poden rebre diferents denominacions segons les seves especialitats, que en alguns països formen part d'un mateix cos, però en altres són cossos diferents:
- Gendarmeria (amb caràcter militar)
- Policia militar (amb caràcter militar)
- Policia de fronteres
- Policia de seguretat
- Policia judicial
- Policia de trànsit
- Policia administrativa
- Policia científica
- Policia secreta

## Nivells i models policials
Segons la tradició i les peculiaritats de cada país hi ha diversos models policials, formats per un o diversos nivells, que a més es poden combinar amb cossos uniformats (militars o civils) i secrets (no uniformats).
- Nivell únic nacional: Com el cas de França, Portugal, Itàlia, Irlanda. On els cossos policials (malgrat ésser diversos) depenen del govern central, i tenen competències a tot el país.
- Nivell únic regional: És el cas del Regne Unit, on malgrat haver-hi un únic nivell policial, aquest està descentralitzat en els comtats (County).
- Diversos nivells: Com a Alemanya, Espanya o Estats Units. Hi ha cossos policials amb competències a tot l'estat, i d'altres només a una determinada regió (estat o autonomia).

## Amèrica

### Argentina
A nivell nacional
- Gendarmeria

- Policia Federal Argentina
- Prefectura Naval Argentina

A més cada província té el seu propi cos de policia.

### Canadà
Amb competències nacionals
- Royal Canadian Mounted Police

Llimitades al propi estat
- Sûreté du Quebec
- Ontario Provincial Police
- Royal Newfoundland Constabulary

Algunes grans ciutats també tenen el seu propi cos de policia.

### Colòmbia
- Policia Nacional de Colòmbia

### El Salvador
- Policia Nacional Civil d'El Salvador

### Estats Units

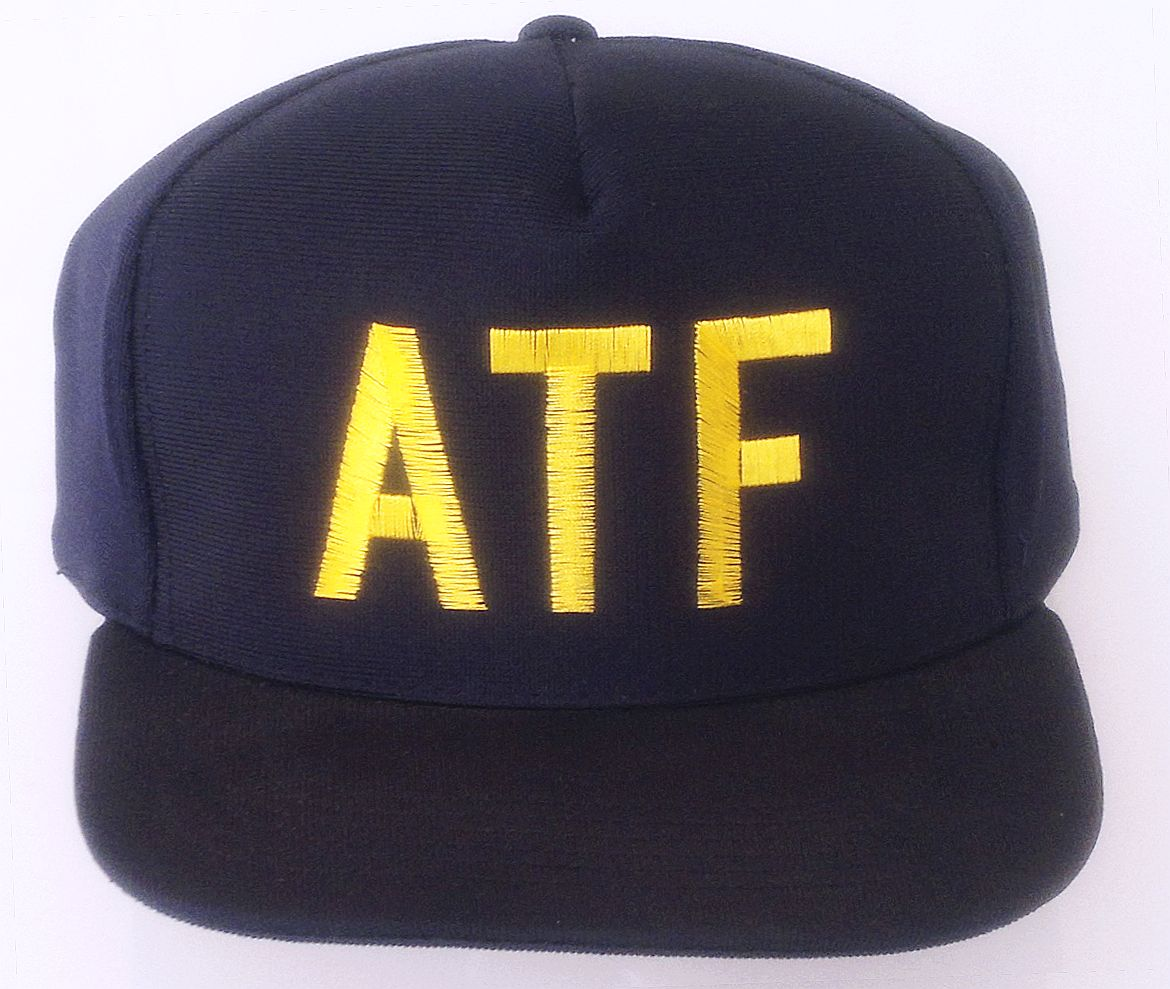
Gorra del Bureau of Alcohol, Tobacco, Firearms and Explosives (ATF)

Hi moltes agències i cossos policials que actuen a diferents nivells:
Serveis federals amb competència a tot el país:
- BATFE
- FBI
- DEA
- United States Marshals Service
- United States Secret Service
- Federal Protective Service
- United States Park Police

Serveis estatals amb competències al propi estat 
- Texas Rangers
- Connecticut State Police
- Rhode Island State Police

Cossos independents amb competències al mateix comtat (County)
- Xèrif
- Honolulu Police Department
- San Diego County Sheriff's Department

Amb competències únicament a una ciutat
- New York City Police Department
- Metropolitan Police Department a Washington DC

### Guatemala
Policia Nacional Civil de Guatemala

### Mèxic
Agències amb competència nacional:
- Policía Federal Preventiva (PFP)
- Agents federals de l'Agencia Federal de Investigación (AFI)

Cossos amb competència local:
- Cos de Policia
- Cos d'Agents de Trànsit

### Uruguai
- Policia Nacional de l'Uruguai

### Xile
Amb competències a tot l'estat:
- Carabineros de Xile
- Policía de Investigaciones de Xile
- Gendarmeria de Xile

## Àsia

### Israel
- Guàrdia de la Kenésset
- Policia d'Israel
- Policia de Fronteres d'Israel
- Yamam
- Yasam

### Palestina
- Policia Civil Palestina

## Europa

### Alemanya
- Hi ha diverses agències amb competències a tot el país:
  - BKA Bundeskriminalamt (Policia criminal federal)
  - BGS Bundesgrenzschutz (Policia federal de fronteres)
  - BFV Bundesamt für Verfassungsschutz (Oficina federal de protecció de la constitució)
  - BND Bundesnachrichtendienst (Servei d'intel·ligència i contraespionatge)[6]

- A més, cada estat té la seva pròpia Landespolizei, amb competències dins el mateix estat.
  - Schupo Schutzpolizei

### Espanya
1. Amb competències a tot l'Estat:

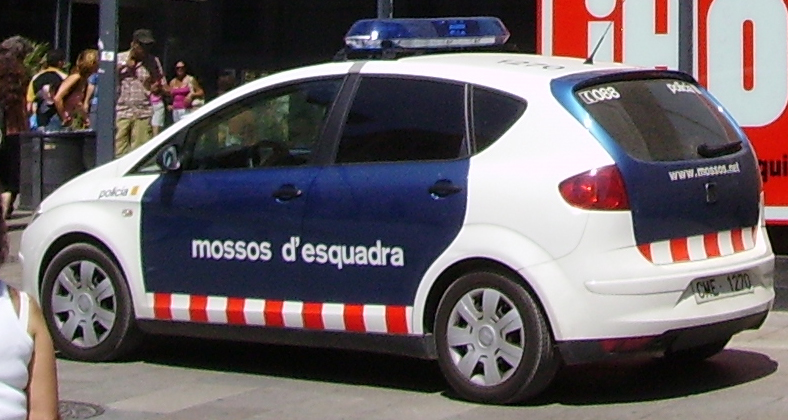
Cotxe dels Mossos d'Esquadra.

  - Guàrdia Civil (organitzada militarment)
  - Cos Nacional de Policia (civil)
  - Servei de vigilància duanera (civil)
2. Amb competències restringides a la seva respectiva Comunitat Autònoma:
  - Mossos d'Esquadra a Catalunya
  - Ertzaintza al País Basc
  - Policia Canària a les Illes Canàries
  - Policia Foral a Navarra
3. A la majoria de municipis:
  - Policia local

### França
- Hi ha dos cossos amb competències a tot el país:
  - Gendarmeria Nacional Francesa de caràcter militar
  - Police Nationale de caràcter civil
- A alguns municipis
  - Police Municipale

### Països Baixos
- Hi ha dos cossos amb competència a tot el país:
  - Koninklijke Marechaussee (gendarmeria)
  - Politie (Policia civil)

### Irlanda
- La Garda Síochána és l'únic cos, amb competències a tot el país.

### Itàlia
- Amb competències a tot el país:
  - Carabinieri: Organitzats militarment
  - Guardia di finanza: Per perseguir el contraban i el frau.
  - Polizia di Stato: Policia civil
- A alguns municipis:
  - Polizia Locale, o Polizia Municipale

### Portugal
- Amb competències a tot el país
  - Guarda Nacional Republicana organitzada militarment
  - Polícia Judiciária, especialitzada en investigacions.
  - Polícia de Segurança Pública, a les ciutats

### Regne Unit
- Amb competències a Gran Bretanya
  - National Crime Squad
  - British Transport Police
- Amb competències limitades a un territori
  - Anglaterra
    - Avon and Somerset Constabulary
    - Bedfordshire Police
    - Cambridgeshire Constabulary
    - Cheshire Constabulary
    -  City of London Police 
    - Cleveland Police
    - Cumbria Constabulary
    - Derbyshire Constabulary
    - Devon and Cornwall Police
    - Dorset Police
    - Durham Constabulary
    - Essex Police
    - Gloucestershire Constabulary
    - Greater Manchester Police
    - Hampshire Constabulary
    - Hertfordshire Constabulary
    - Humberside Police
    - Kent Police
    - Lancashire Constabulary
    - Leicestershire Police
    - Lincolnshire Police
    - Merseyside Police
    - Metropolitan Police Service
    - Norfolk Constabulary
    - Northamptonshire Police
    - Northumbria Police
    - North Yorkshire Police
    - Nottinghamshire Police
    - South Yorkshire Police
    - Staffordshire Police
    - Suffolk Constabulary
    - Surrey Police
    - Sussex Police
    - Thames Valley Police
    - Warwickshire Police
    - West Mercia Police
    - West Midlands Police
    - West Yorkshire Police
    - Wiltshire Police

  - Gal·les
    - Dyfed-Powys Police (Heddlu Dyfed Powys)
    - Gwent Police (Heddlu Gwent)
    - North Wales Police (Heddlu Gogledd Cymru)
    - South Wales Police (Heddlu De Cymru)

  - Escòcia
    - Police Scotland (Poileas Alba, Polis Scotland)

  - Irlanda del Nord
    - Police Service of Northern Ireland

### Rússia
- Polítsia
- OMON

### Ucraïna
- Berkut

## Oceania

### Austràlia
En l'àmbit de tot el país hi ha la Policia Federal Australiana. A més cada estat té la seva pròpia policia.

## Cossos històrics de Policia
- Gestapo a l'Alemanya del tercer Reich.
- Reichssicherheitshauptamt, creada per Heinrich Himmler el 22 de setembre de 1939.
- Ordnungspolizei a Alemanya entre 1936 i 1945
- Stasi a la República Democràtica Alemanya des de 1950 fins a la reunificació alemanya.
- Volkspolizei a la República Democràtica Alemanya des de 1945 fins a la reunificació.
- Cuerpo de Investigacion y vigilancioa a l'Espanya prefranquista.
- PIDE
- Securitate a la Romania comunista

## Cronologia
- 1814 Creació dels Carabinieri a Itàlia
- 1844 Creació de la Guàrdia Civil Espanyola
- 1932 Es crea la Guàrdia d'Assalt

## Cossos tradicionals singulars
Al llarg de la història hi ha hagut diverses unitats actuant en les funcions de policia, guàrdies de cos o personals. Alguns casos singulars es presenten a continuació com a mostra aleatòria.

### Arquers escites
Hi ha estudis que confirmen un cos de policia a l’antiga ciutat d’Atenes – en època democràtica – format per arquers escites esclaus i propietat de l’estat. Aquests policies surten en diverses obres literàries.

### "Mangas verdes"
Referència al cos policial de la "Santa Hermandad".

### Guàrdia suïssa
Fundada el 1506 per Juli II.

### Arquers escocesos a França
Des de Charles VII fins a Charles X, una unitats d'arquers escocesos s'ocupaven de la guàrdia personal del rei de França.
- Un exemple d'aquest cos es pot comprovar a la novel·la Quentin Durward, de Walter Scott.[12]

### «Archeros de Borgoña»
L’anomenada Guàrdia borgonyona estava formada per persones armades a cavall, que podien actuar a peu. La seva arma simbòlica era una ganiveta amb hasta coneguda com a «archa».
- Es pot llegir la Relación del viaje hecho por Felipe II, en 1585 a Zaragoza, Barcelona y Valencia, escrita per un "archero" (Enrique Cock).[14]

### Policia índia dels siux-lakota
Varen assassinar Sitting Bull en una operació de detenció.

### Policia Muntada del Canadà
El cos de la Policia Muntada del Canadà fou fundat el 1920 per la fusió de la Royal Northwest Mounted Police (RNWMP, fundada el 1873) amb el Dominion Police (fundat el 1868).

### Policies natives de reserves americanes
Navajo Nation Police  (anteriorment Navajo Tribal Police) i Oglala Lakota Nation's police.